# Fogas (település)
Fogas (1899-ig Závatka, szlovákul: Závadka) község Szlovákiában, a Kassai kerület Nagymihályi járásában.

## Fekvése
Nagymihálytól 12 km-re keletre, az Ungi-síkságon, a Széles-tótól 2,5 km-re délre, 110 m-rel a tengerszint felett fekszik.

## Története
1405-ben említik először előbb „Zavada” néven, majd a század második felétől mai szlovák „Zavadka” nevén. Zsigmond király a 15. század elején a nagymihályi uradalomhoz csatolta.
A 18. század végén, 1799-ben Vályi András így ír róla: „ZAVATKA. Elegyes falu Ungvár Várm. földes Urai több Uraságok, fekszik Tibének szomszédságában, és annak filiája; határja jó.”
1828-ban 24 házában 291 lakos élt. Fényes Elek 1851-ben kiadott geográfiai szótárában így ír a faluról: „Zavadka, Ungh v. orosz-tót f. ut. p. Nagy-Mihályra vezető postautban; 95 romai, 140 g. kath., 20 ref., 8 zsidó lak. F. u. közbirtokosok és a kamara.”
Lakói mezőgazdasággal, szövéssel foglalkoztak. 1920-ig, a trianoni békediktátumig Ung vármegye Szobránci járásához tartozott.

## Népessége
| Év:            | 1994. | 2004.   | 2014.   | 2024.   |
| -------------- | ----- | ------- | ------- | ------- |
| Emberek száma: | 412   | 429     | 448     | 426     |
| Eltérés:       |       | +4,12 % | +4,42 % | -4,91 % |

| Év:            | 2023. | 2024.   |
| -------------- | ----- | ------- |
| Emberek száma: | 423   | 426     |
| Eltérés:       |       | +0,70 % |

1878-ban 378-an lakták.
1900-ban 441 lakosa volt.
1910-ben 461-en, többségében szlovák anyanyelvűek lakták, jelentős magyar kisebbséggel.
2001-ben 401 lakosából 389 fő szlovák volt.
2011-ben 459 lakosából 371 szlovák és 50 cigány volt.